# Camptocladius pentasema
Camptocladius pentasema är en tvåvingeart som först beskrevs av Jean-Jacques Kieffer 1921.  Camptocladius pentasema ingår i släktet Camptocladius och familjen fjädermyggor.
Artens utbredningsområde är Tyskland. Inga underarter finns listade i Catalogue of Life.